# Konrad Simmer
Konrad Simmer (31 de outubro de 1919 – Coblença, 4 de janeiro de 1999) foi um engenheiro civil alemão, especialista em geotecnia.
Simmer estudou engenharia civil a partir de 1943 na Universidade Técnica de Darmstadt, onde foi a partir de 1949 assistente na cátedra de engenharia hidráulica e fundações com Wilhelm Detig, e onde obteve em 1957 um doutorado, com a tese Beitrag zur Ermittlung von Gesetzmäßigkeiten des Abflußvorgangs natürlicher Gewässer. Foi depois docente e mais tarde professor na Escola de Engenharia em Koblenz, que tornou-se depois a Hochschule Koblenz. Aposentou-se em 1985.
É mais conhecido por seu livro-texto Grundbau, escrito em 1964 como uma adaptação do livro Grundbau de seu antecessor em Koblenz, Walter Edmund Schulze (publicado pela primeira vez em 1907). A partir da 15ª edição foi publicado em 1974 em dois volumes. Simmer participou no total em seis edições. O livro continua a ser reeditado por novos editores (Bernhard Walz, Matthias Pulsfort ) sendo considerado na Alemanha como obra padrão com especial abordagem prática.

## Obras
- Grundbau, Teubner Verlag, 2 Volumes (bearbeitet von Bernhard Walz, Matthias Pulsfort), Band 1 (Bodenmechanik, Erdstatische Berechnungen) 20. Edição 2009:  ISBN 3-519-55231-0, Volume 2 (Baugruben und Gründungen), 18. Edição 1999, ISBN 3-519-35232-X